# Acessório

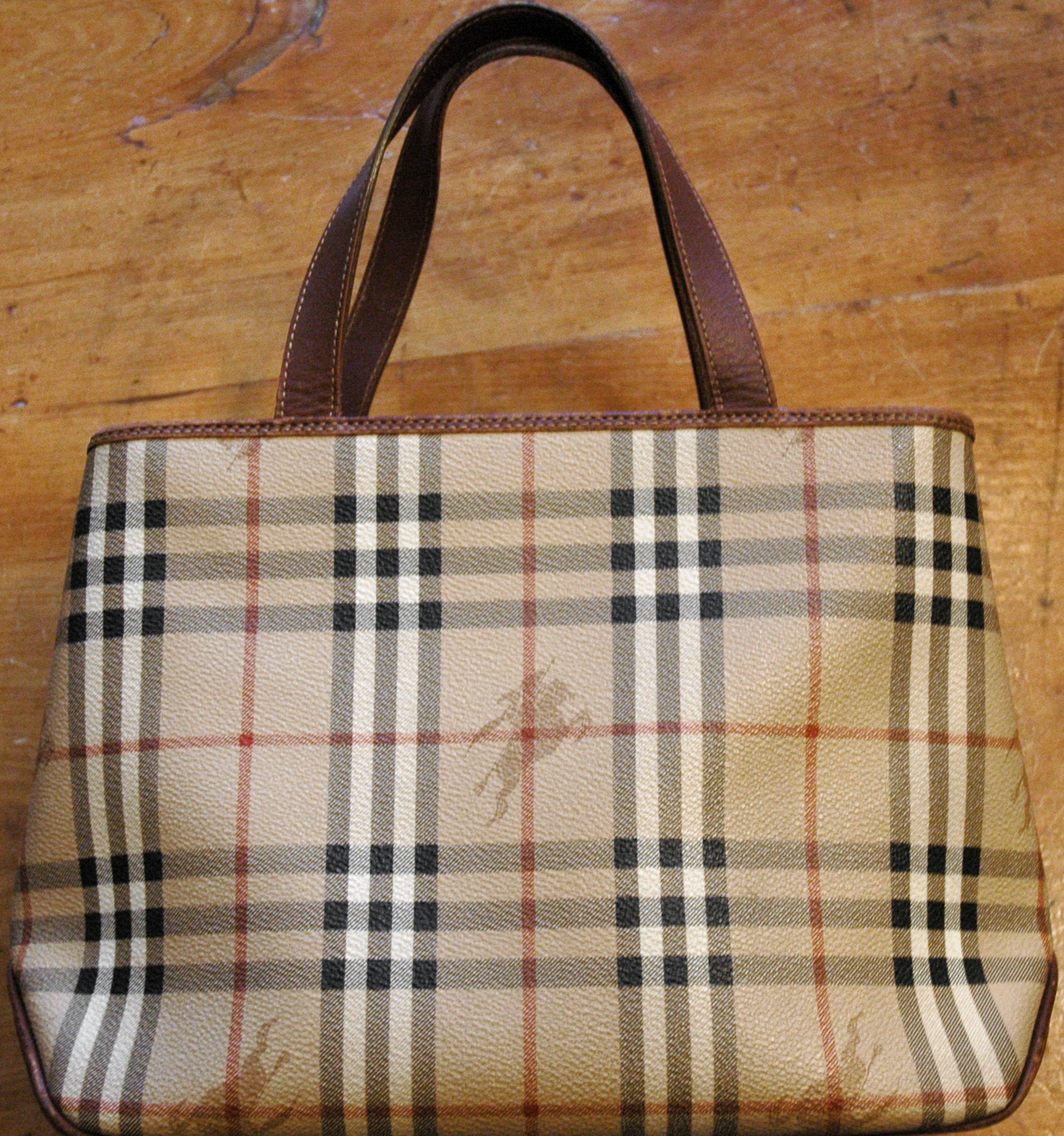
Uma bolsa Burberry.

Acessório, em moda, refere-se a algum item decorativo que suplementa ou enfeita o vestuário de uma pessoa, como jóias, luvas, bolsas, chapéus, cintos, cachecóis, relógios de pulso, óculos de sol, entre outros.
Acessórios somam cor, estilo e classe ao traje básico, e criam um certo visual, mas também podem ter funções práticas. Bolsas servem para carregar objetos, chapéus protegem o rosto de elementos meteorológicos, e luvas mantêm as mãos quentes.
Muitos acessórios são produzidos por companhias de design de roupas. No entanto, existem muitos indivíduos que fazem sua própria grife ao desenhar e criar uma marca pessoal.
Podem ser usados como símbolos visuais externos de afiliação cultural ou religiosa: Cruz, Crucifixo, Estrela de Davi, o turbante islâmico, quipá judaico e solidéu católico são exemplos comuns. Marcas famosas em acessórios são vistas como um indicador de status social.

## Onde encontrar acessórios femininos brasileiros
- Stravaganza Atacado